# Ares e Bares de Fronteira
Ares e Bares de Fronteira é o quarto álbum de estúdio, em formato mini LP, da banda portuguesa de rock UHF. Editado em agosto de 1983 pela Rádio Triunfo – Orfeu.
A primeira edição esgotou rapidamente. O álbum reflete as sombras do Estado da Nação, a austeridade que Portugal vivia com a entrada do Fundo Monetário Internacional (FMI) em 1983. Tudo ficou mais caro e a nova editora discográfica tornou-se um paraíso perdido. São canções que revelam uma fase negativa na vida pessoal do vocalista António Manuel Ribeiro. A banda voltou a experimentar a sonoridade do sintetizador, à semelhança do que fizeram no mini LP Estou de Passagem (1982).
O tema "De Carrocel"  é um texto político elaborado contra a neblina nacionalista que o álbum "Mãe", dos Heróis do Mar, simbolizava nessa altura. O tema causou algum desconforto numa sociedade que começava a aprender a viver em liberdade. Foi o single de apresentação do álbum. A canção "Chris" – escolhida para lado B do single – teve o solo da guitarra do Renato Gomes cortado, para poder caber no tamanho de 45 rotações. O tema "Devo Eu", o maior sucesso do álbum, invoca a atração fatal entre o autor e a sua musa inspiradora, sob o olhar dos poetas do romantismo. A faixa "Celulóide (para Ian Curtis)" é um tributo ao músico inglês Ian Curtis, que faleceu no dia 18 de maio de 1980, vítima de um equívoco chamado paixão. Uma canção melancólica e depressiva, fiel ao estilo musical dos Joy Division.
Na digressão, os UHF totalizaram 72 concertos em todo o país, apesar das dificuldades económicas que Portugal atravessava com a crise instalada. Nos concertos ao vivo a banda voltou a apostar no segundo guitarrista, à semelhança do que fizeram em 1979. Desta vez, convidaram Francis, que tinha deixado os Xutos & Pontapés, mas esteve pouco tempo na banda. O baixista e co fundador Carlos Peres, abandonou os UHF depois do concerto no dia 29 de outubro de 1983 na Praça Humberto Delgado, no Porto. Foi o fim de uma era, a quebra do quarteto maravilha. Entrou José Matos para o seu lugar.

## Lista de faixas
O mini álbum de vinil (mini LP) é composto por cinco faixas em versão padrão. Renato Gomes partilha a composição com António Manuel Ribeiro nos temas "Devo Eu" e "Chris". Os restantes temas são da autoria de António Manuel Ribeiro.
| Lado A |                    |                                   |         |  |
| N.º    | Título             | Compositor(es)                    | Duração |  |
| 1.     | "De Carrocel"      | António M. Ribeiro                | 4:24    |  |
| 2.     | "Eu Sei Recomeçar" | António M. Ribeiro                | 4:20    |  |
| 3.     | "Devo Eu"          | António M. Ribeiro / Renato Gomes | 3:29    |  |

| Lado B         |                               |                                   |         |  |
| N.º            | Título                        | Compositor(es)                    | Duração |  |
| 1.             | "Chris"                       | António M. Ribeiro / Renato Gomes | 5:48    |  |
| 2.             | "Celulóide (para Ian Curtis)" | António M. Ribeiro                | 5:05    |  |
| Duração total: | Duração total:                | Duração total:                    | 22:26   |  |

## Membros da banda
- António Manuel Ribeiro (vocal, guitarra e sintetizador) [2]
- Carlos Peres (baixo e vocal de apoio) [2]
- Renato Gomes (guitarra) [2]
- Zé Carvalho (bateria) [2]